# Xanthorhoe delectaria
Xanthorhoe delectaria là một loài bướm đêm trong họ Geometridae.